# Muara Bolak
Muara Bolak is een bestuurslaag in het regentschap Tapanuli Tengah van de provincie Noord-Sumatra, Indonesië. Muara Bolak telt 1760 inwoners (volkstelling 2010).